# Équipe d'Australie masculine de kayak-polo
L'équipe d'Australie de kayak-polo est l'équipe masculine qui représente l'Australie dans les compétitions majeures de kayak-polo.
Elle est constituée par une sélection des meilleurs joueurs australiens.
Elle compte à son palmarès trois titres de champion du monde (en 1994, 1996 et 1998) et aussi deux titres de champion d'Océanie (en 2005 et 2007) et deux titres de vice-champion d'Océanie (en 2003 et 2009).

## Palmarès
Parcours aux championnats du Monde
- 1994 : 1re
- 1996 : 1re
- 1998 : 1re
- 2000 : 5e
- 2002 : 5e
- 2004 : 6e
- 2006 : 6e
- 2008 : 4e
- 2010 : 8e

Parcours aux championnats d'Océanie
- 2003 : 2e
- 2005 : 1re
- 2007 : 1re
- 2009 : 2e
- 2011 : futur

Parcours aux jeux mondiaux
- 2008 : 6e
- 2010 : 3e
- 2013 : 5e